# Joe Cocker! (альбом)
Joe Cocker! — 2-й студійний альбом Джо Кокерa, презентований у листопаді 1969 року. Платівка досягла №29 у чартах Великої Британії та №11 у Billboard 200 (США) після того, як була перевидана 1972 році разом із першим альбом

## Список композицій
| Перша сторона | Перша сторона                             | Перша сторона |
| #             | Назва                                     | Тривалість    |
| ------------- | ----------------------------------------- | ------------- |
| 1.            | «Dear Landlord»                           | 3:23          |
| 2.            | «Bird on the Wire»                        | 4:30          |
| 3.            | «Lawdy Miss Clawdy»                       | 2:15          |
| 4.            | «She Came in Through the Bathroom Window» | 2:37          |
| 5.            | «Hitchcock Railway»                       | 4:41          |

| Друга сторона | Друга сторона              | Друга сторона |
| #             | Назва                      | Тривалість    |
| ------------- | -------------------------- | ------------- |
| 1.            | «That's Your Business Now» | 2:56          |
| 2.            | «Something»                | 3:32          |
| 3.            | «Delta Lady»               | 2:51          |
| 4.            | «Hello, Little Friend»     | 3:52          |
| 5.            | «Darling Be Home Soon»     | 4:49          |

| Додаткові композиції (B-sides) | Додаткові композиції (B-sides) | Додаткові композиції (B-sides) |
| #                              | Назва                          | Тривалість                     |
| ------------------------------ | ------------------------------ | ------------------------------ |
| 1.                             | «She's So Good To Me»          | 2:56                           |
| 2.                             | «Let It Be»                    | 5:05                           |

## Сертифікація
| Країна | Сертифікація | Продажі |
| ------ | ------------ | ------- |
| США    | Золотий      | 500 000 |